# Mistrzostwa Europy w Lekkoatletyce 2010
20. Mistrzostwa Europy w Lekkoatletyce – zawody lekkoatletyczne zorganizowane przez European Athletics, które odbyły się w hiszpańskiej Barcelonie. Impreza miała miejsce między 27 lipca a 1 sierpnia 2010 roku. Mistrzostwa były rozgrywane na Estadi Olímpic Lluís Companys, który z okazji zawodów został wyposażony w nową niebieską bieżnię Mondotrack FTX. Były to pierwsze lekkoatletyczne mistrzostwa Europy zorganizowane na Półwyspie Iberyjskim. Do imprezy zgłoszono rekordową liczbę uczestników – 1368. Pierwszy raz w historii w mistrzostwach Starego Kontynentu wzięło udział wszystkie 50 krajów skupionych w European Athletics.

## Doping
Z powodu dopingu medale utraciły: pierwsza w maratonie Litwinka Živilė Balčiūnaitė (2:31:14), druga w tej konkurencji Rosjanka Naila Jułamanowa (2:32:15), zwyciężczyni biegu na 5000 metrów Turczynka Alemitu Bekele (14:52,20), druga w biegu na 10 000 metrów Rosjanka Inga Abitowa (31:22,83) oraz trzeci na 3000 metrów z przeszkodami Hiszpan José Luis Blanco (8:19,15). W 2013 złoty medal w pchnięciu kulą utracił Andrej Michniewicz, co wiązało się z dyskwalifikacją po ponownym badaniu próbki pobranej od zawodnika w czasie mistrzostw świata w 2005 w Helsinkach. Marija Sawinowa utraciła złowy medal w biegu na 800 metrów (1:58,22). Olga Kaniskina została pozbawionba złotego medalu w chodzie na 20 kilometrów. Marta Domínguez (9:17,74) i Lubow Charłamowa (9:29,82) straciły srebrny i brązowy medal w biegu na 3000 metrów z przeszkodami. Rosyjska sztafeta 4 × 400 metrów straciła złoty medal (3:21,26) wskutek dyskwalifikacji Anastasiji Kapaczinskiej. W pchnięciu kulą złotego i srebrnego medalu zostały pozbawione Białorusinki Nadzieja Astapczuk (20,48) i Natalla Michniewicz (19,53).

## Rezultaty
| WR – rekord świata \| CR – rekord mistrzostw \| NR – rekord kraju \| AR – rekord kontynentu                    |
| SB – najlepszy wynik w sezonie \| WL – najlepszy tegoroczny wynik na listach światowych \| PB – rekord życiowy |

### Mężczyźni
| Konkurencja:                              | 1. miejsce | Rezultat      | 2. miejsce | Rezultat     | 3. miejsce | Rezultat     |
| Bieg na 100 m (szczegóły)                 | Christophe Lemaitre                                                                                                 | 10,11         | Mark Lewis-Francis | 10,18 SB     | Martial Mbandjock | 10,18        |
| Bieg na 200 m (szczegóły)                 | Christophe Lemaitre                                                                                                 | 20,37         | Christian Malcolm | 20,38 SB     | Martial Mbandjock | 20,42        |
| Bieg na 400 m (szczegóły)                 | Kévin Borlée | 45,08 SB      | Michael Bingham | 45,23        | Martyn Rooney | 45,23        |
| Bieg na 800 m (szczegóły)                 | Marcin Lewandowski                                                                                                  | 1:47,07       | Michael Rimmer | 1:47,17      | Adam Kszczot | 1:47,22      |
| Bieg na 1500 m (szczegóły)                | Arturo Casado | 3:42,74       | Carsten Schlangen | 3:43,52      | Manuel Olmedo | 3:43,54      |
| Bieg na 5000 m (szczegóły)                | Mohamed Farah | 13:31,18      | Jesús España | 13:33,12     | Hayle İbrahimov | 13:34,15     |
| Bieg na 10 000 m (szczegóły)              | Mohamed Farah | 28:24,99      | Chris Thompson | 28:27,33     | Daniele Meucci | 28:27,33     |
| Maraton (szczegóły)                       | Viktor Röthlin | 2:15:32       | José Manuel Martínez | 2:17:50      | Dmitrij Safronow | 2:18:16      |
| Bieg na 110 m przez płotki (szczegóły)    | Andy Turner | 13,28         | Garfield Darien | 13,34 PB     | Dániel Kiss | 13,39        |
| Bieg na 400 m przez płotki (szczegóły)    | David Greene | 48,12 EL      | Rhys Williams | 48,96 PB     | Stanisław Melnykow | 49,09 PB     |
| Bieg na 3000 m z przeszkodami (szczegóły) | Mahiedine Mekhissi-Benabbad                                                                                         | 8:07,87 CR    | Bouabdellah Tahri | 8:09,28      | Ion Luchianov | 8:19,64      |
| Chód na 20 km (szczegóły)                 | Alex Schwazer | 1:20:38       | João Vieira | 1:20:49      | Robert Heffernan | 1:21:00      |
| Chód na 50 km (szczegóły)                 | Yohann Diniz | 3:40:37 EL    | Grzegorz Sudoł | 3:42:24 PB   | Siergiej Bakulin | 3:43:26 PB   |
| Sztafeta 4 × 100 m (szczegóły)            | Francja · Jimmy Vicaut · Christophe Lemaitre · Pierre-Alexis Pessonneaux · Martial Mbandjock · Imaad Hallay (elim.) | 38,11         | Włochy · Roberto Donati · Simone Collio · Emanuele Di Gregorio · Maurizio Checcucci                                               | 38,17 NR     | Niemcy · Tobias Unger · Marius Broening · Alexander Kosenkow · Martin Keller                                                      | 38,44        |
| Sztafeta 4 × 400 m (szczegóły)            | Rosja · Maksim Dyłdin · Aleksiej Aksionow · Pawieł Trienichin · Władimir Krasnow · Siergiej Pietuchow (elim.)       | 3:02,14       | Wielka Brytania · Conrad Williams · Michael Bingham · Robert Tobin · Martyn Rooney · Richard Buck (elim.) · Graham Hedman (elim.) | 3:02,25      | Belgia · Arnaud Destatte · Kévin Borlée · Cédric Van Branteghem · Jonathan Borlée · Nils Duerinck (elim.) · Antoine Gillet (elim. | 3:02,60      |
| Skok wzwyż (szczegóły)                    | Aleksandr Szustow                                                                                                   | 2,33 PB       | Iwan Uchow | 2,31         | Martyn Bernard | 2,29         |
| Skok o tyczce (szczegóły)                 | Renaud Lavillenie                                                                                                   | 5,85          | Maksym Mazuryk | 5,80 SB      | Przemysław Czerwiński | 5,75 SB      |
| Skok w dal (szczegóły)                    | Christian Reif | 8,47 WL CR PB | Kafétien Gomis | 8,24 PB      | Christopher Tomlinson | 8,23 SB      |
| Trójskok (szczegóły)                      | Phillips Idowu | 17,81 PB      | Marian Oprea | 17,51 SB     | Teddy Tamgho | 17,45        |
| Pchnięcie kulą (szczegóły)                | Tomasz Majewski | 21,00         | Ralf Bartels | 20,93        | Māris Urtāns | 20,72        |
| Rzut dyskiem (szczegóły)                  | Piotr Małachowski                                                                                                   | 68,87 CR      | Robert Harting | 68,47        | Róbert Fazekas | 66,43 SB     |
| Rzut młotem (szczegóły)                   | Libor Charfreitag                                                                                                   | 80,02         | Nicola Vizzoni | 79,12 SB     | Krisztián Pars | 79,06        |
| Rzut oszczepem (szczegóły)                | Andreas Thorkildsen                                                                                                 | 88,37         | Matthias de Zordo | 87,81 PB     | Tero Pitkämäki | 86,67        |
| Dziesięciobój (szczegóły)                 | Romain Barras | 8453 pkt. EL  | Eelco Sintnicolaas | 8436 pkt. PB | Andrej Krauczanka | 8370 pkt. SB |

### Kobiety
| Konkurencja:                              | 1. miejsce                                                                                                  | Rezultat           | 2. miejsce | Rezultat    | 3. miejsce                                                                    | Rezultat     |
| Bieg na 100 m (szczegóły)                 | Verena Sailer                                                                                               | 11,10 PB           | Véronique Mang | 11,11 PB    | Myriam Soumaré                                                                | 11,18 PB     |
| Bieg na 200 m (szczegóły)                 | Myriam Soumaré                                                                                              | 22,32 EL           | Jelizaweta Bryzhina | 22,44 PB    | Aleksandra Fiedoriwa                                                          | 22,44        |
| Bieg na 400 m (szczegóły)                 | Tatjana Firowa                                                                                              | 49,89 PB           | Ksienija Ustałowa | 49,92 PB    | Antonina Kriwoszapka                                                          | 50,10 SB     |
| Bieg na 800 m (szczegóły)                 | Yvonne Hak                                                                                                  | 1:58,85 PB         | Jennifer Meadows | 1:59,39     | Lucia Klocová                                                                 | 1:59,64      |
| Bieg na 1500 m (szczegóły)                | Nuria Fernández                                                                                             | 4:00,20 PB         | Hind Dehiba | 4:01,17     | Natalia Rodríguez                                                             | 4:01,30 SB   |
| Bieg na 5000 m (szczegóły)                | Elvan Abeylegesse                                                                                           | 14:54,44 CR        | Sara Moreira | 14:54,71 PB | Jéssica Augusto                                                               | 14:58,47 SB  |
| Bieg na 10 000 m (szczegóły)              | Elvan Abeylegesse                                                                                           | 31:10,23 EL        | Jéssica Augusto | 31:25,77    | Hilda Kibet                                                                   | 31:36,90 SB  |
| Maraton (szczegóły)                       | Anna Incerti                                                                                                | 2:32:48            | Tetiana Fiłoniuk | 2:33:57     | Isabellah Andersson                                                           | 2:34:43      |
| Bieg na 100 m przez płotki (szczegóły)    | Nevin Yanıt                                                                                                 | 12,63 NR           | Derval O’Rourke | 12,65 NR    | Carolin Nytra                                                                 | 12,68        |
| Bieg na 400 m przez płotki (szczegóły)    | Natalja Antiuch                                                                                             | 52,92 CR EL        | Wanja Stambołowa | 53,82 NR    | Perri Shakes-Drayton                                                          | 54,18 PB     |
| Bieg na 3000 m z przeszkodami (szczegóły) | Julija Zarudniewa                                                                                           | 9:17,57 CR         | Hatti Dean | 9:30,19 SB  | Wioletta Frankiewicz                                                          | 9:34,13      |
| Chód na 20 km (szczegóły)                 | Anisia Kirdiapkina                                                                                          | 1:28:55            | Wiera Sokołowa | 1:29:32     | Melanie Seeger                                                                | 1:29:43      |
| Sztafeta 4 × 100 m (szczegóły)            | Ukraina · Ołesia Powch · Natalija Pohrebniak · Marija Riemień · Jelizaweta Bryzhina · Ołena Czebanu (elim.) | 42,29 NR           | Francja · Myriam Soumaré · Véronique Mang · Lina Jacques-Sébastien · Christine Arron · Céline Distel (elim.) · Nelly Branco (elim.) | 42,45       | Polska · Marika Popowicz · Daria Korczyńska · Marta Jeschke · Weronika Wedler | 42,68 NR     |
| Sztafeta 4 × 400 m (szczegóły)            | Niemcy · Esther Cremer · Claudia Hoffmann · Fabienne Kohlmann · Janin Lindenberg · Jill Richards (elim.)    | 3:24,07            | Wielka Brytania · Nicola Sanders · Marilyn Okoro · Perri Shakes-Drayton · Lee McConnell · Vicki Barr (elim.)                        | 3:24,32     | Włochy · Chiara Bazzoni · Marta Milani · Maria Enrica Spacca · Libania Grenot | 3:25,71      |
| Skok wzwyż (szczegóły)                    | Blanka Vlašić                                                                                               | 2,03 =CR           | Emma Green | 2,01 PB     | Ariane Friedrich                                                              | 2,01         |
| Skok o tyczce (szczegóły)                 | Swietłana Fieofanowa                                                                                        | 4,75 SB            | Silke Spiegelburg | 4,65        | Lisa Ryzih                                                                    | 4.65 PB      |
| Skok w dal (szczegóły)                    | Ineta Radēviča                                                                                              | 6,92 NR            | Naide Gomes | 6,92 SB     | Olga Kuczerienko                                                              | 6,84         |
| Trójskok (szczegóły)                      | Olha Saładucha                                                                                              | 14,81 EL           | Simona La Mantia | 14,56 SB    | Swietłana Bolszakowa                                                          | 14,55 NR     |
| Pchnięcie kulą (szczegóły)                | Anna Awdiejewa                                                                                              | 19,39 SB           | Janina Karolczyk-Prawalinska | 19,29       | Olga Iwanowa                                                                  | 19,02        |
| Rzut dyskiem (szczegóły)                  | Sandra Perković                                                                                             | 64,67              | Nicoleta Grasu | 63,48       | Joanna Wiśniewska                                                             | 62,37 SB     |
| Rzut młotem (szczegóły)                   | Betty Heidler                                                                                               | 76,38 SB           | Tatjana Łysienko | 75,65       | Anita Włodarczyk                                                              | 73,56        |
| Rzut oszczepem (szczegóły)                | Linda Stahl                                                                                                 | 66,81 PB           | Christina Obergföll | 65,58       | Barbora Špotáková                                                             | 65,36        |
| Siedmiobój (szczegóły)                    | Jessica Ennis                                                                                               | 6823 pkt. CR WL PB | Natala Dobrynska | 6778 pkt.   | Jennifer Oeser                                                                | 6683 pkt. PB |

## Klasyfikacja medalowa

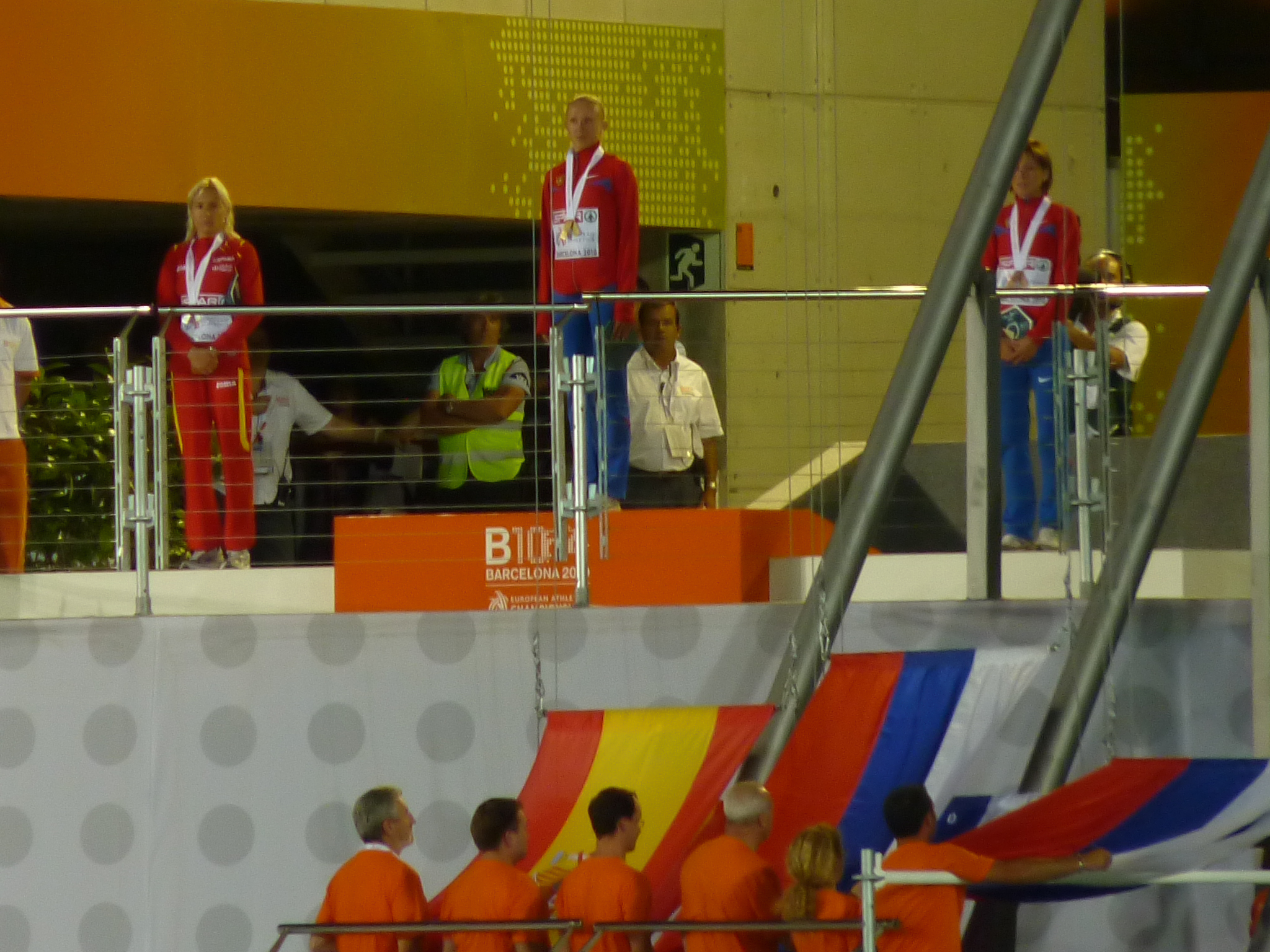
Dekoracja medalistek biegu na 3000 m z przeszkodami

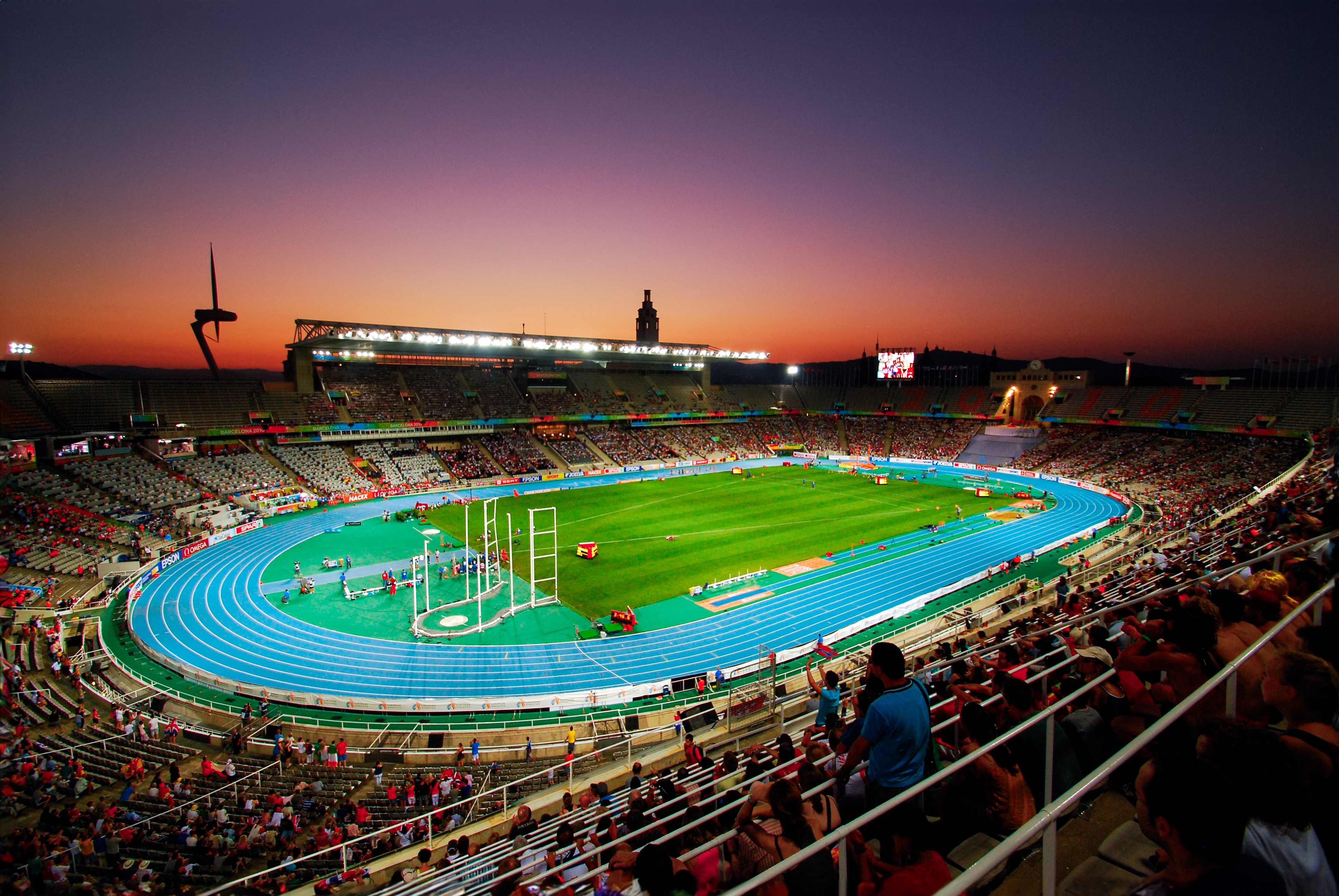
Stadion w Barcelonie podczas zawodów w dniu 31 lipca

| Miejsce | Kraj            | Złoto | Srebro | Brąz | Razem |
| 2       | Francja         | 8     | 6      | 4    | 18    |
| 1       | Rosja           | 8     | 4      | 5    | 17    |
| 3       | Wielka Brytania | 6     | 10     | 4    | 10    |
| 4       | Niemcy          | 5     | 6      | 6    | 17    |
| 5       | Polska          | 3     | 1      | 6    | 10    |
| 6       | Turcja          | 3     | 0      | 0    | 3     |
| 7       | Ukraina         | 2     | 4      | 1    | 7     |
| 8       | Włochy          | 2     | 3      | 3    | 8     |
| 9       | Hiszpania       | 2     | 2      | 2    | 6     |
| 10      | Chorwacja       | 2     | 0      | 0    | 2     |
| 11      | Holandia        | 1     | 1      | 1    | 3     |
| 12      | Belgia          | 1     | 0      | 2    | 3     |
| 13      | Łotwa           | 1     | 0      | 1    | 2     |
| 13      | Słowacja        | 1     | 0      | 1    | 2     |
| 15      | Norwegia        | 1     | 0      | 0    | 1     |
| 15      | Szwajcaria      | 1     | 0      | 0    | 1     |
| 17      | Portugalia      | 0     | 4      | 1    | 5     |
| 18      | Rumunia         | 0     | 2      | 0    | 2     |
| 19      | Białoruś        | 0     | 1      | 1    | 2     |
| 19      | Irlandia        | 0     | 1      | 1    | 2     |
| 19      | Szwecja         | 0     | 1      | 1    | 2     |
| 22      | Bułgaria        | 0     | 1      | 0    | 1     |
| 23      | Węgry           | 0     | 0      | 3    | 3     |
| 24      | Azerbejdżan     | 0     | 0      | 1    | 1     |
| 24      | Czechy          | 0     | 0      | 1    | 1     |
| 24      | Finlandia       | 0     | 0      | 1    | 1     |
| 24      | Mołdawia        | 0     | 0      | 1    | 1     |

## Klasyfikacja punktowa
| Lp. | Reprezentacja   | Punkty za poszczególne miejsca | Punkty za poszczególne miejsca | Punkty za poszczególne miejsca | Punkty za poszczególne miejsca | Punkty za poszczególne miejsca | Punkty za poszczególne miejsca | Punkty za poszczególne miejsca | Punkty za poszczególne miejsca | Liczba punktów |
| Lp. | Reprezentacja   | 1.                             | 2.                             | 3.                             | 4.                             | 5.                             | 6.                             | 7.                             | 8.                             | Liczba punktów |
| --- | --------------- | ------------------------------ | ------------------------------ | ------------------------------ | ------------------------------ | ------------------------------ | ------------------------------ | ------------------------------ | ------------------------------ | -------------- |
| 1   | Rosja           | 88                             | 28                             | 48                             | 40                             | 20                             |                                | 14                             | 4                              | 263            |
| 2   | Francja         | 64                             | 42                             | 24                             | 15                             | 20                             | 9                              | 2                              | 7                              | 183            |
| 3   | Wielka Brytania | 48                             | 49                             | 36                             | 15                             | 8                              | 6                              | 2                              | 3                              | 167            |
| 4   | Niemcy          | 32                             | 42                             | 36                             | 20                             | 5                              |                                | 10                             | 4                              | 155            |
| 5   | Hiszpania       | 16                             | 21                             | 12                             | 10                             | 16                             | 20,5                           | 8                              | 3                              | 106            |
| 6   | Polska          | 16                             | 14                             | 30                             | 5                              | 24                             | 0                              | 4                              | 4                              | 97             |
| 6   | Ukraina         | 16                             | 21                             | 12                             | 20                             | 12                             | 14,5                           | 0                              | 1                              | 97             |
| 8   | Włochy          | 0                              | 35                             | 6                              | 20                             | 16                             | 3                              | 12                             | 3                              | 94             |
| 9   | Białoruś        | 16                             | 7                              | 6                              | 15                             | 4                              | 3                              | 4                              | 2                              | 57             |
| 10  | Portugalia      | 0                              | 21                             | 12                             | 5                              | 0                              | 6                              | 4                              | 3                              | 51             |
| 11  | Czechy          | 0                              | 0                              | 6                              | 5                              | 16                             | 9                              | 2                              | 1                              | 39             |
| 12  | Belgia          | 8                              | 0                              | 12                             | 0                              | 8                              | 0                              | 2                              | 0                              | 30             |
| 13  | Holandia        | 0                              | 14                             | 6                              | 5                              | 0                              | 0                              | 4                              | 0                              | 29             |
| 13  | Rumunia         | 0                              | 14                             | 0                              | 5                              | 8                              | 0                              | 0                              | 2                              | 29             |
| 15  | Turcja          | 24                             | 0                              | 0                              | 0                              | 4                              | 0                              | 0                              | 0                              | 28             |
| 16  | Norwegia        | 8                              | 0                              | 0                              | 10                             | 4                              | 3                              | 0                              | 2                              | 27             |
| 17  | Irlandia        | 0                              | 7                              | 0                              | 10                             | 4                              | 3                              | 0                              | 0                              | 24             |
| 18  | Węgry           | 0                              | 0                              | 18                             | 0                              | 0                              | 3                              | 0                              | 1                              | 22             |
| 19  | Słowacja        | 8                              | 0                              | 0                              | 5                              | 0                              | 0                              | 8                              | 0                              | 21             |
| 20  | Szwajcaria      | 8                              | 0                              | 0                              | 5                              | 0                              | 3                              | 4                              | 0                              | 20             |
| 21  | Chorwacja       | 16                             | 0                              | 0                              | 0                              | 0                              | 3                              | 0                              | 0                              | 19             |
| 21  | Szwecja         | 0                              | 7                              | 0                              | 10                             | 0                              | 0                              | 2                              | 0                              | 19             |
| 23  | Łotwa           | 8                              | 0                              | 0                              | 5                              | 0                              | 3                              | 0                              | 1                              | 17             |
| 24  | Finlandia       | 0                              | 0                              | 6                              | 0                              | 4                              | 0                              | 4                              | 1                              | 15             |
| 25  | Grecja          | 0                              | 0                              | 0                              | 0                              | 4                              | 3                              | 4                              | 2                              | 13             |
| 25  | Mołdawia        | 0                              | 0                              | 6                              | 0                              | 4                              | 3                              | 0                              | 0                              | 13             |
| 25  | Litwa           | 0                              | 0                              | 0                              | 0                              | 8                              | 3                              | 2                              | 0                              | 13             |
| 28  | Estonia         | 0                              | 0                              | 0                              | 10                             | 0                              | 0                              | 0                              | 0                              | 10             |
| 29  | Azerbejdżan     | 0                              | 0                              | 6                              | 0                              | 0                              | 3                              | 0                              | 0                              | 9              |
| 30  | Serbia          | 0                              | 0                              | 0                              | 0                              | 4                              | 3                              | 0                              | 1                              | 8              |
| 31  | Bułgaria        | 0                              | 7                              | 0                              | 0                              | 0                              | 0                              | 0                              | 0                              | 7              |
| 32  | Słowenia        | 0                              | 0                              | 0                              | 0                              | 0                              | 3                              | 2                              | 0                              | 5              |
| 33  | Cypr            | 0                              | 0                              | 0                              | 0                              | 0                              | 3                              | 0                              | 0                              | 3              |

## Rekordy podczas mistrzostw
W eliminacjach skoku w dal Hiszpan Eusebio Cáceres ustanowił rekord Europy w kategorii juniorów – 8,27 m. Był to jedyny rekord kontynentalny ustanowiony podczas czempionatu.

### Rekordy mistrzostw Europy
Podczas zawodów ustanowiono osiem rekordów mistrzostw Europy:
| Zawodnik                    | Reprezentacja   | Konkurencja                   | Rezultat |
| --------------------------- | --------------- | ----------------------------- | -------- |
| Elvan Abeylegesse           | Turcja          | bieg na 5000 m                | 14:54,44 |
| Julija Zarudniewa           | Rosja           | bieg na 3000 m z przeszkodami | 9:17,57  |
| Natalia Antiuch             | Rosja           | bieg na 400 m przez płotki    | 52,92    |
| Blanka Vlašić               | Chorwacja       | skok wzwyż                    | 2,03     |
| Jessica Ennis               | Wielka Brytania | siedmiobój                    | 6823 pkt |
| Mahiedine Mekhissi-Benabbad | Francja         | bieg na 3000 m z przeszkodami | 8:07,87  |
| Christian Reif              | Niemcy          | skok w dal                    | 8,47     |
| Piotr Małachowski           | Polska          | rzut dyskiem                  | 68,87    |

### Rekordy krajów
W czasie trwania zawodów ustanowiono 33 krajowe rekordy w kategorii seniorów.
| Zawodnik                                                                | Reprezentacja | Konkurencja                   | Rezultat |
| ----------------------------------------------------------------------- | ------------- | ----------------------------- | -------- |
| Ezinne Okparaebo                                                        | Norwegia      | bieg na 100 m                 | 11,23    |
| Ezinne Okparaebo                                                        | Norwegia      | bieg na 100 m                 | 11,23    |
| Eleni Artimata                                                          | Cypr          | bieg na 200 m                 | 22,61    |
| Wanja Stambołowa                                                        | Bułgaria      | bieg na 400 m przez płotki    | 53,82    |
| Nevin Yanıt                                                             | Turcja        | bieg na 100 m przez płotki    | 12,71    |
| Nevin Yanıt                                                             | Turcja        | bieg na 100 m przez płotki    | 12,63    |
| Derval O’Rourke                                                         | Irlandia      | bieg na 100 m przez płotki    | 12,65    |
| Layeş Abdullayeva                                                       | Azerbejdżan   | bieg na 3000 m z przeszkodami | 9:40,42  |
| Layeş Abdullayeva                                                       | Azerbejdżan   | bieg na 3000 m z przeszkodami | 9:34,75  |
| Amy Foster, Niamh Whelan, Claire Brady, Ailis McSweeney                 | Irlandia      | sztafeta 4 × 100 m            | 43,93    |
| Ołesia Powch, Natalija Pohrebniak, Marija Remeń, Jelizaweta Bryzhina    | Ukraina       | sztafeta 4 × 100 m            | 42,29    |
| Marika Popowicz, Daria Korczyńska, Marta Jeschke, Weronika Wedler       | Polska        | sztafeta 4 × 100 m            | 42,68    |
| Ana Torrijos, Digna Luz Murillo, Estela García, Amparo María Cotán      | Hiszpania     | sztafeta 4 × 100 m            | 43,45    |
| Özge Gürler, Birsen Engin, Meliz Redif, Pınar Saka                      | Turcja        | sztafeta 4 × 400 m            | 3:33,13  |
| Marian Andrews, Joanne Cuddihy, Brona Furlong, Michelle Carey           | Irlandia      | sztafeta 4 × 400 m            | 3:30,11  |
| Chiara Bazzoni, Marta Milani, Maria Enrica Spacca, Libania Grenot       | Włochy        | sztafeta 4 × 400 m            | 3:25,71  |
| Margrethe Renstrøm                                                      | Norwegia      | skok w dal                    | 6,68     |
| Ineta Radeviča                                                          | Łotwa         | skok w dal                    | 6,92     |
| Małgorzata Trybańska                                                    | Polska        | trójskok                      | 14,44    |
| Patrícia Mamona                                                         | Portugalia    | trójskok                      | 14,12    |
| Swietłana Bolszakowa                                                    | Belgia        | trójskok                      | 14,55    |
| Anna Iljuštšenko                                                        | Estonia       | skok wzwyż                    | 1,92     |
| Danial Frenkel                                                          | Izrael        | skok wzwyż                    | 1,92     |
| Victoria Pena                                                           | Irlandia      | skok o tyczce                 | 4,15     |
| Cathrine Larsåsen                                                       | Norwegia      | skok o tyczce                 | 4,35     |
| Cathrine Larsåsen                                                       | Norwegia      | skok o tyczce                 | 4,35     |
| Anastazja Szwedowa                                                      | Białoruś      | skok o tyczce                 | 4,65     |
| Jonathan Borlée                                                         | Belgia        | bieg na 400 metrów            | 44,71    |
| Hayle İbrahimov                                                         | Azerbejdżan   | bieg na 5000 m                | 13:32,98 |
| Roberto Donati, Simone Collio, Emanuele Di Gregorio, Maurizio Checcucci | Włochy        | sztafeta 4 × 100 m            | 38,17    |
| Ricardo Monteiro, Francis Obikwelu, Arnaldo Abrantes, João Ferreira     | Portugalia    | sztafeta 4 × 100 m            | 38,88    |
| Hannu Ali-Huokuna, Joni Rautanen, Jonathan Åstrand, Hannu Hämäläinen    | Finlandia     | sztafeta 4 × 100 m            | 39,29    |
| Robert Heffernan                                                        | Irlandia      | chód na 50 km                 | 3:45:30  |